# Chó Kooikerhondje
Chó Kooikerhondje (tạm dịch là "chó nhỏ" hay "chú chó nhỏ") là một giống chó nhỏ của chó giống Spaniel có dòng dõi từ Hà Lan ban đầu được sử dụng làm chó làm việc, đặc biệt là trong lồng chim (lồng bẫy vịt) để thu hút vịt. Chó Kooikerhondje rất nổi tiếng trong hai thế kỷ 17 và 18 đồng thời cũng xuất hiện trong các bức tranh của Rembrandt và Jan Steen. Loài này đang nhanh chóng trở nên phổ biến ở Hoa Kỳ, Canada và Scandinavia, nơi giống chó này vẫn còn tương đối xa lạ.

## Tính cách
Chó Kooikerhondje có những đặc điểm như vui vẻ, tốt bụng, thân thiện, yên tĩnh, cư xử tốt và cảnh giác; đó là những thuật ngữ được sử dụng để mô tả về giống chó này. Tùy thuộc vào môi trường trong nhà của chúng, chúng sẽ tỏ ra tử tế, vui tươi và sống động. Ngoài ra, giống chó này cũng thông minh, chu đáo và sẵn lòng làm hài lòng chủ nhân của chúng. Các con chó giống Kooikerhondje thích nghi với các tình huống khá nhanh chóng, thay đổi hành vi của chúng từ tĩnh lặng đến linh hoạt trong các điều kiện cho phép chúng thực hiện. Giống chó này sẽ không quá hấp tấp khi đối diện với người lạ, thay vì chọn cách trốn tránh. Nhưng một khi chúng xây dựng được tình cảm với một ai đó, sự tin tưởng sẽ ở đó trong suốt quãng đời còn lại của nó.